# ハルキウ国立空軍大学
イヴァーン・コジェドゥーブ名称ハルキウ国立空軍大学（イヴァーン・コジェドゥーブめいしょうハルキウこくりつくうぐんだいがく、ウクライナ語: Харківський національний університет Повітряних сил імені Івана Кожедуба）は、ウクライナ国防省が管理する国立大学。イヴァーン・コジェドゥーブにちなんで名付けられた。

## 歴史
2003年9月10日付けのウクライナ閣僚令によって、ハルキウ軍事大学とハルキウ空軍研究所(旧ハルキウ空軍パイロット研究所)を統合して設立された。空軍大学は、2つの陸軍士官学校と9つの高等軍事学校の後継組織でもある。
2009年1月30日、航空学部の中尉15名が「修士」の学位を取得して、最初の卒業式を同大学で行った。
2022年3月1日、ロシアによるウクライナ侵攻中、大学の建物がロシア軍によって破壊された。ロシア軍は14人の士官候補生と2人の子供を含む7人の民間人を殺害した。

## 学部
大学の教育施設と実験施設の総面積は10万平方メートルを超える。大学には、士官候補生や学生に専門分野の実践的技能を身につけさせるために、航空訓練旅団と防空専門家の訓練施設、航空シミュレーターの訓練施設、学部や学科の教育訓練施設、スポーツ施設がある。大学には図書館があり、科学技術基金には130万冊以上の出版物が所蔵されている。2007年から2008年にかけて、大学は教育プロセスをサポートする電子図書館を開発した。
- 航空学部
- 工学・航空学部
- 陸軍防空学部
- 高射ミサイル学部
- 航空機の自動制御システムと地上支援学部
- 航空無線技術学部
- 情報技術システム学部
- 大学院
- 下士官学校
- 予備役将校養成学部

大学は、ハルキウ州チュグエフにある第203訓練航空旅団を隷下に持つ。旅団は、L-39、An-26、An-26Shを装備する。
この大学は、ウクライナ軍向けに9分野と18の専門分野で資格のある専門家を養成している。

## 卒業生
ウクライナ語版Category:イヴァーン・コジェドゥーブ名称ハルキウ国立空軍大学出身の人物を参照。